# Csatornapart Nápoly közelében
A Csatornapart Nápoly közelében (Rives d'un canal près de Naples) Gustave Caillebotte festménye, amely az ír nemzeti galéria (National Gallery of Ireland) gyűjteményének része.
Caillebotte 1872 körül festette a képet egy olaszországi utazása során. A festmény egy szelíden ívelő csatornát ábrázol, amely lapos, művelésre befogott földön folyik. A horizonton építmények és fák, amelyeket csak néhány pötty és vonal jelez.
A kompozíció elüt a kor hivatalos, akadémiai felfogásától. Caillebotte nézőpontja ugyanis esetlegesnek, véletlenszerűnek tűnik, látható ok nélkül ad jelentőséget a két kőépítmények és vágja el a képet a vászon szélén. Több művészettörténész véleménye szerint ezt a fajta látásmód a fotográfia fejlődésének eredménye. Ez a fajta látásmód visszaköszön majd Caillebotte érett festményei is, köztük egyik főművén, a Párizsi utca esőben címűn.